# Dementi
Dementi est un groupe allemand de rock alternatif, actif entre 1999 et 2012.

## Histoire
Le premier album Aphorismen est auto-produit en 1998. Au cours des années suivantes, Dementi participe avec assez de succès à quelques concours de jeunes talents - par exemple, Dementi atteint la 11e place à la Battle of the Bands du magazine Sonic Seducer, sans toutefois réussir à percer. En 2000, Dementi enregistre le single Jenseits der Angst au studio Zobel Audio avec Stephan Zobeley (groupe de Herbert Grönemeyer) et, la même année, l'album Schweigen en autoproduction.
L'enregistrement en studio donne à Dementi la possibilité de jouer en première partie d'Umbra et Imago, ce qui lui a permis de se faire connaître dans toute l'Allemagne. En 2001, Dementi obtient la troisième place à la Battle of the Bands, en 2002 la première place au Annaberg-Buchholz Newcomer Preis et la quatrième place à la sélection finale pour le Thüringen Grammy 2002. Le single Der Fluss est enregistré dans les studios Omp, ce qui permet à Dementi de signer un contrat de disque avec RE-POP. En 2003, l'album Zweigefühl, produit par Tobias Hahn (Janus), sort et Dementi remporte finalement la Battle of the Bands. Un concert au 12e Wave-Gotik-Treffen à Leipzig, d'autres apparitions dans des festivals et des concerts de soutien suivent. Une vidéo de la chanson Ich empfinde Nichts de l'album Zweigefühl paraît sur le sampler Cold Hands Seduction 36 de Sonic Seducer.
L'album Für heute reichts est enregistré dans leur propre studio nouvellement créé. En 2007, le morceau Ein Atemzug est enregistré en collaboration avec Amber et publié sur le site Myspace. Septembre 2007, le morceau Hope Dies Last, une collaboration entre Dementi et Painbastard, est publié sur l'album Borderline. En octobre 2007, Smalun quitte le groupe et est remplacé par Steffen Knop.
En avril 2008, Dementi publie les deux premiers albums Zweigefühl et Für heute reichts sous une licence Creative Commons (autorisation de reproduction gratuite, sans autorisation d'adaptation et d'utilisation commerciale, avec obligation de mentionner le nom et de conserver la licence). En 2009, l'album Wer bettelt wird nicht gefüttert sort,. Pour la première fois, d'autres artistes (Amber et RIG) participent à un album de Dementi,. De plus, Painbastard remixe l'une des chansons. Après un EP unplugged en 2010, le groupe se sépare en silence en 2012 pour des raisons non expliquées.

## Style musical
Dementi jouait du rock électronique dur dans le style de Megaherz. Le son massif des guitares et de la batterie était très souvent complété par des arrangements de claviers. Une attention particulière est accordée aux textes assez durs, qui parlent d'amour, de sexe et de désespoir. Ce sont d'ailleurs ces textes qui sont souvent considérés comme la caractéristique la plus évidente du groupe.

## Discographie
- 1998 : Aphorismen (album, démo)
- 2000 : Jenseits der Angst (single)
- 2000 : Schweigen (album)
- 2002 : Der Fluss (single)
- 2003 : Zweigefühl (album, Sony BMG)
- 2005 : Für heute reichts – Nimm dir das Leben (album, Nemrod)
- 2009 : Wer bettelt wird nicht gefüttert (album, Nemrod)
- 2010 : Ohne Strom (EP unplugged)